# Djégbadji
Djégbadji ist ein Arrondissement im Departement Atlantique in Benin. Es ist eine Verwaltungseinheit, die der Gerichtsbarkeit der Kommune Ouidah untersteht. Gemäß der Volkszählung von 2013 hatte Djégbadji 4997 Einwohner, davon waren 2444 männlich und 2553 weiblich.
Nördlich von Djégbadji liegt Ouidah, wo Anschluss an die Fernstraße RNIE1 besteht, in südlicher Richtung liegt der Atlantik.